# Parierdolch

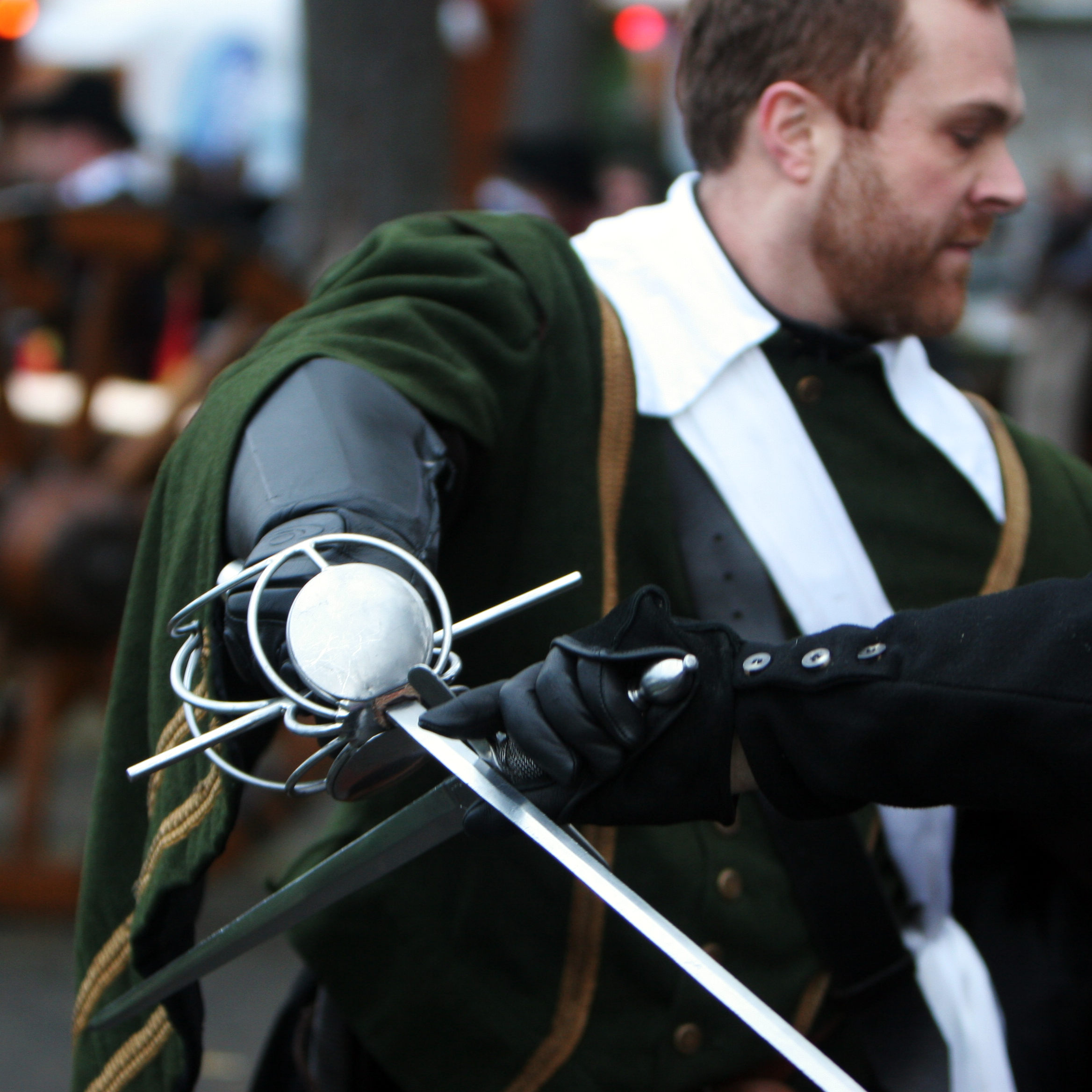
Ein Rapierstoß wird pariert (moderner Schaukampf)

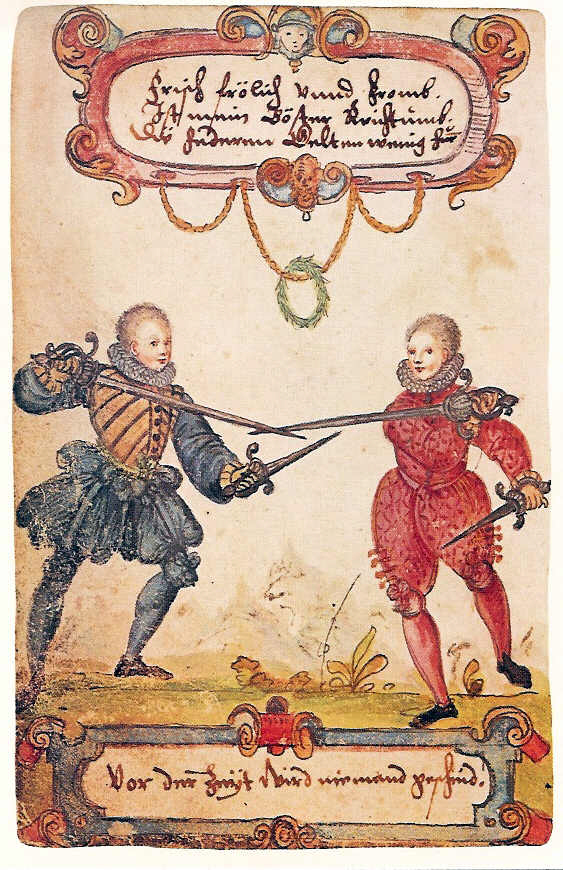
Mit Rapier und Parierdolch fechtende adlige Studenten, um 1590

Der Parierdolch (auch Fechtdolch, Linkand, Linkehand, Linkshanddolch, Linkehanddolch,  französisch „Main gauche“) bezeichnet eine meist mit der linken Hand geführte Blankwaffe, die zum Parieren sowie Blockieren der Klinge des Gegners verwendet wurde, um diesen mit dem eigenen Rapier treffen zu können.
Ende des 15. Jahrhunderts kam in Spanien das Rapier als zivile Waffe auf und verbreitete sich Anfang des 16. Jahrhunderts in Europa. Die Waffe war konzipiert gegen Gegner ohne Rüstung; es konnten schnelle Angriffe vorgetragen werden, die wiederum mit dem Rapier selber pariert werden konnten. Trotzdem sahen südeuropäische Fechtschulen im 16. Jahrhundert zusätzliche Pariermöglichkeiten vor. So beschreibt der italienische Fechtmeister Achille Marozzo 1536 Abwehrmöglichkeiten mit Schild, um den Unterarm geschlungenen Mantel und Dolch. Dabei wurde das Rapier in der rechten Hand zum Ausfall, der Dolch in der linken Hand zur Parade geführt. Natürlich konnte aber auch mit dem Dolch ein Angriff gestartet werden. Dies führte zur Spezialisierung des Dolches zum eigenständigen Typ, dem Parierdolch. Vielfach wurden das Rapier und der Parierdolch als Paar in dem gleichen Stil hergestellt.

## Typen

### Gewöhnlicher Parierdolch
Die Dolche bestehen meist aus einer kurzen (etwa 25 cm), kräftigen, schmalen Klinge mit scharfer Spitze, kurzem Handgriff und langer Parierstange. Diese ist entweder gerade, S-förmig (an einer Seite aufgebogen, auf der anderen abgebogen) oder an beiden Seiten abwärts (d. h. in Richtung der Spitze) gebogen. Oft verfügen sie über einen Parierring. Während gerade Parierstangen zum Abfangen und Ablenken der gegnerischen Klinge dienen, ermöglichen die abwärts gebogenen Parierstangen, durch eine Drehbewegung des Dolches die gegnerische Klinge einzuklemmen. Um die Effizienz des Parierdolches zu steigern, wurden verschiedene Klingenfänger entwickelt, was zum Springklingendolch und dem Degenbrecher führte.
Mit dem Aufkommen des Kavalierdegens verschwanden die Parierdolche in den 1630er Jahren. Die Ausnahmen bildeten Spanien und Süditalien. Dort entwickelte sich daraus später der charakteristische spanische Parierdolch.
Manchmal wurden Parierdolche „Degenbrecher“ oder „Klingenbrecher“ genannt, aber nur in seltenen Fällen gelang es, die Klinge eines Gegners zu zerbrechen.

### Springklingendolch
Bei dieser Ausführung des Parierdolchs löst sich per Knopfdruck eine Arretierung, so dass zwei Stahlfedern die Seitenstücke der dreiteiligen Klinge auseinanderdrücken; darin fängt sich die gegnerische Klinge. Durch die halbmondförmig gebogene Form der Parierstangen war das seitliche Auseinanderklaffen begrenzt.

### Degenbrecher
In der kräftigen Klinge befinden sich tiefe Einschnitte, um so die Klinge des Gegners zu fassen. Manche Varianten verfügen zusätzlich über federnd gelagerte Sperrhaken.

### Spanischer Parierdolch
Der spanische Parierdolch kam zusammen mit dem dazugehörigen Schalenrapier Mitte des 17. Jahrhunderts in Spanien und zur spanischen Krone gehörenden Gebieten in Süditalien (Königreich beider Sizilien) auf und wurde bis ins 18. Jahrhundert verwendet. Der Dolch hat einen dreieckigen, nach außen gebogenen, zum Knauf spitz zulaufenden Handschutz. Oftmals verfügen die Dolche über vom Handschutz aus parallel zur Klinge verlaufende Klingenfänger.

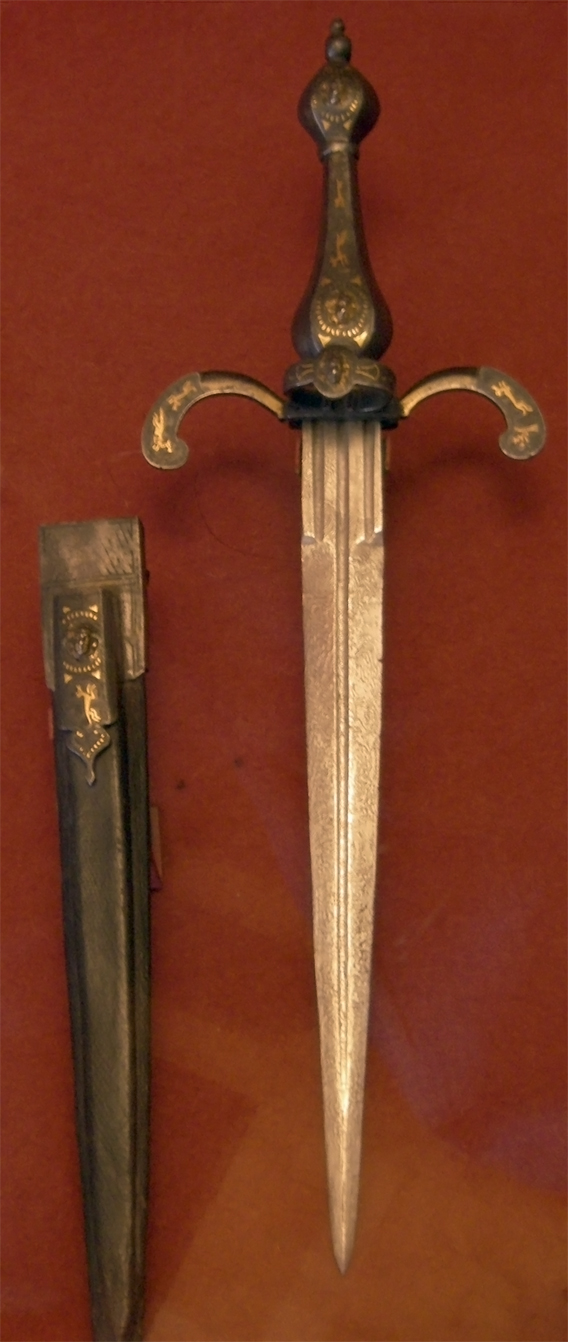
Parierdolch mit abgebogener Parierstange und Parierring
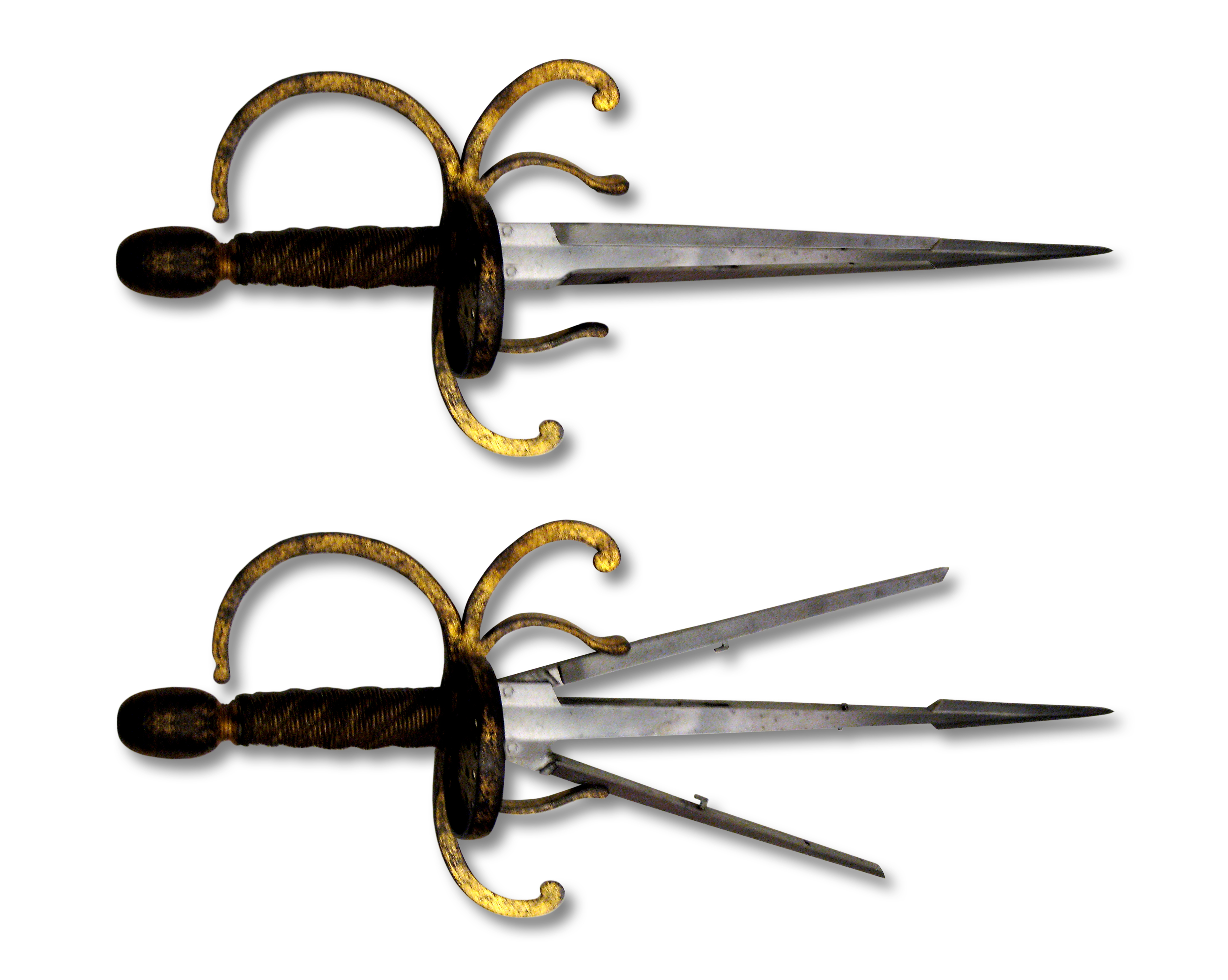
Springklingendolch (geschlossen u. geöffnet)
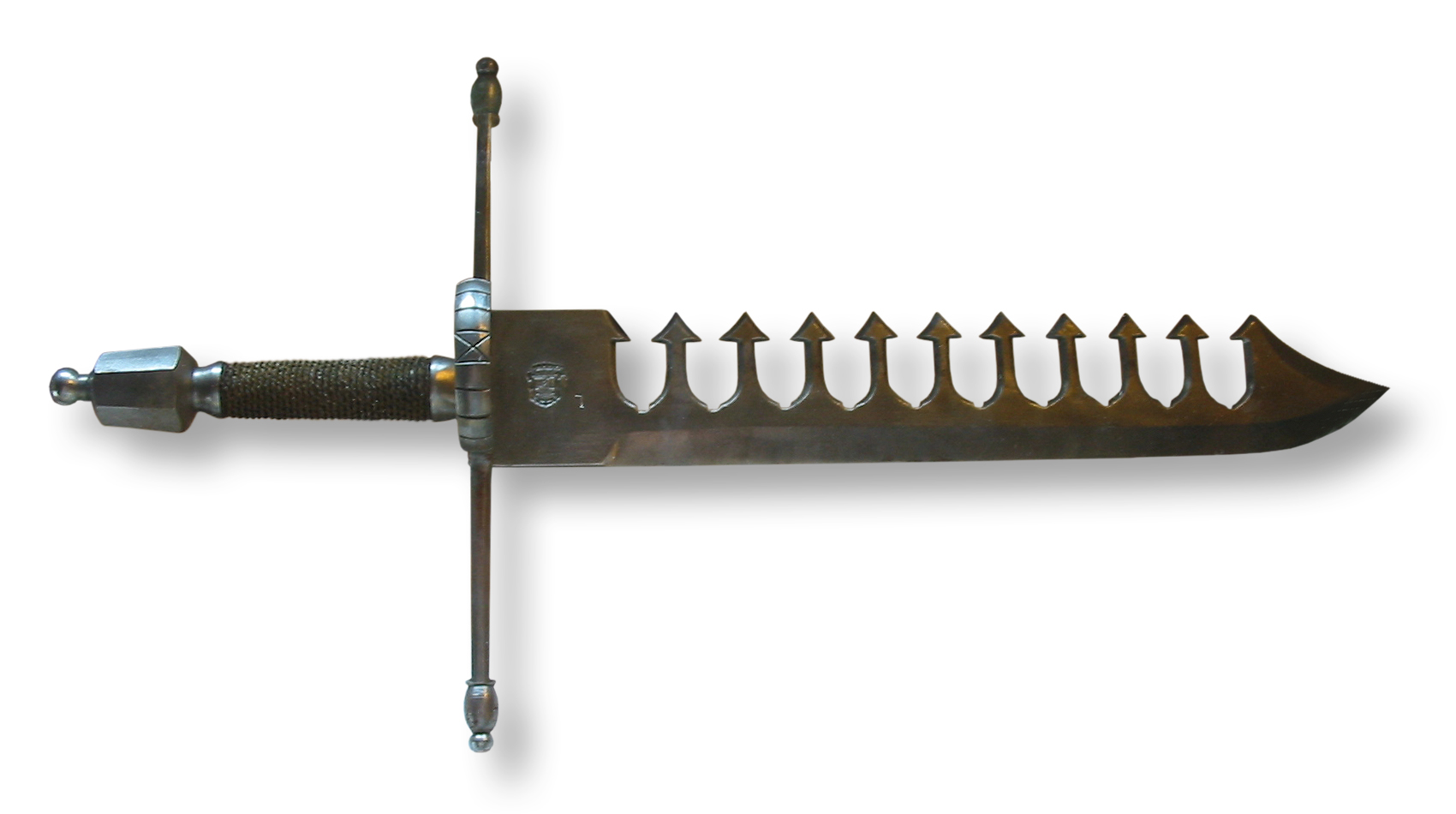
Degenbrecher
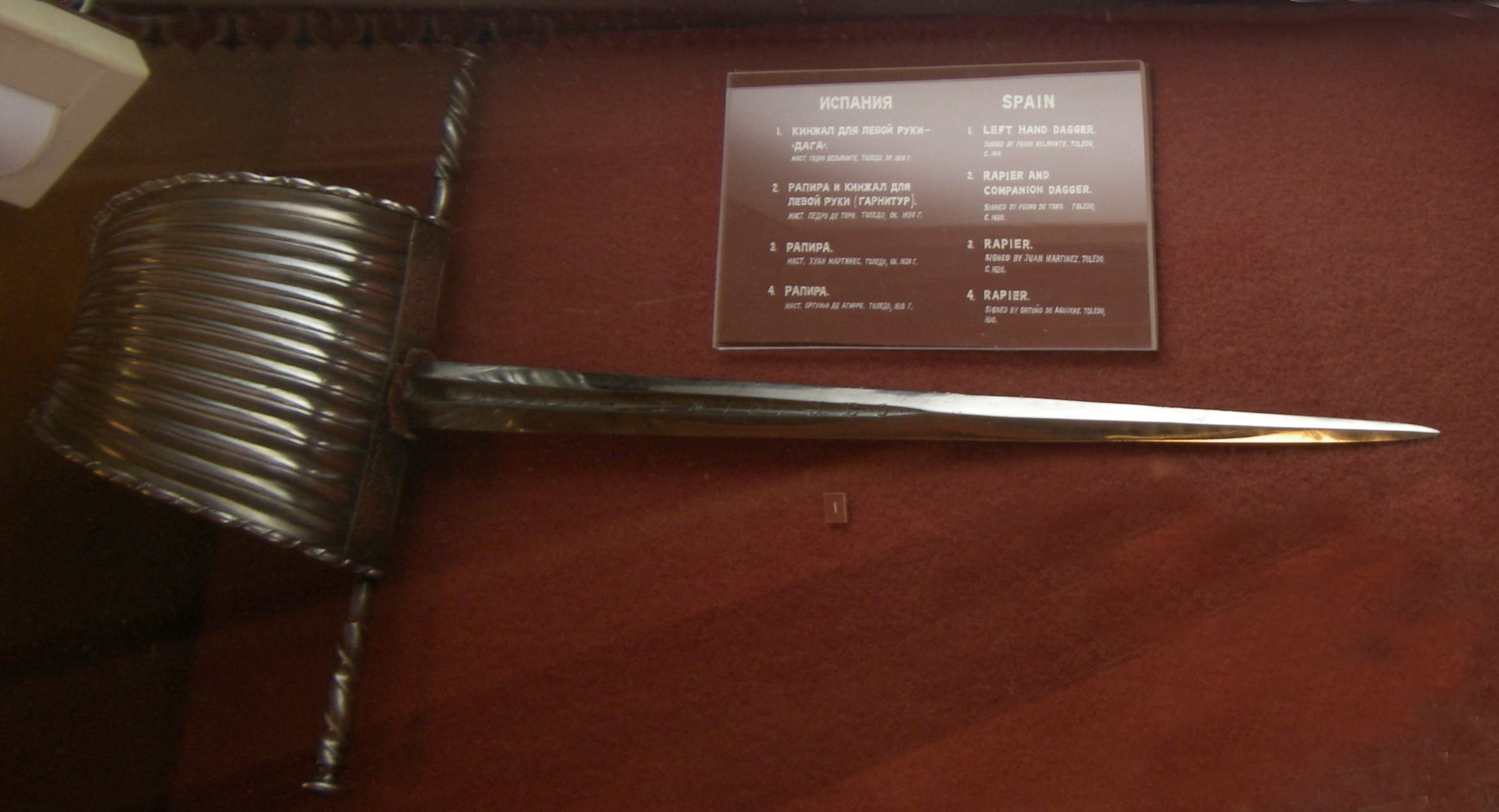
Spanischer Parierdolch
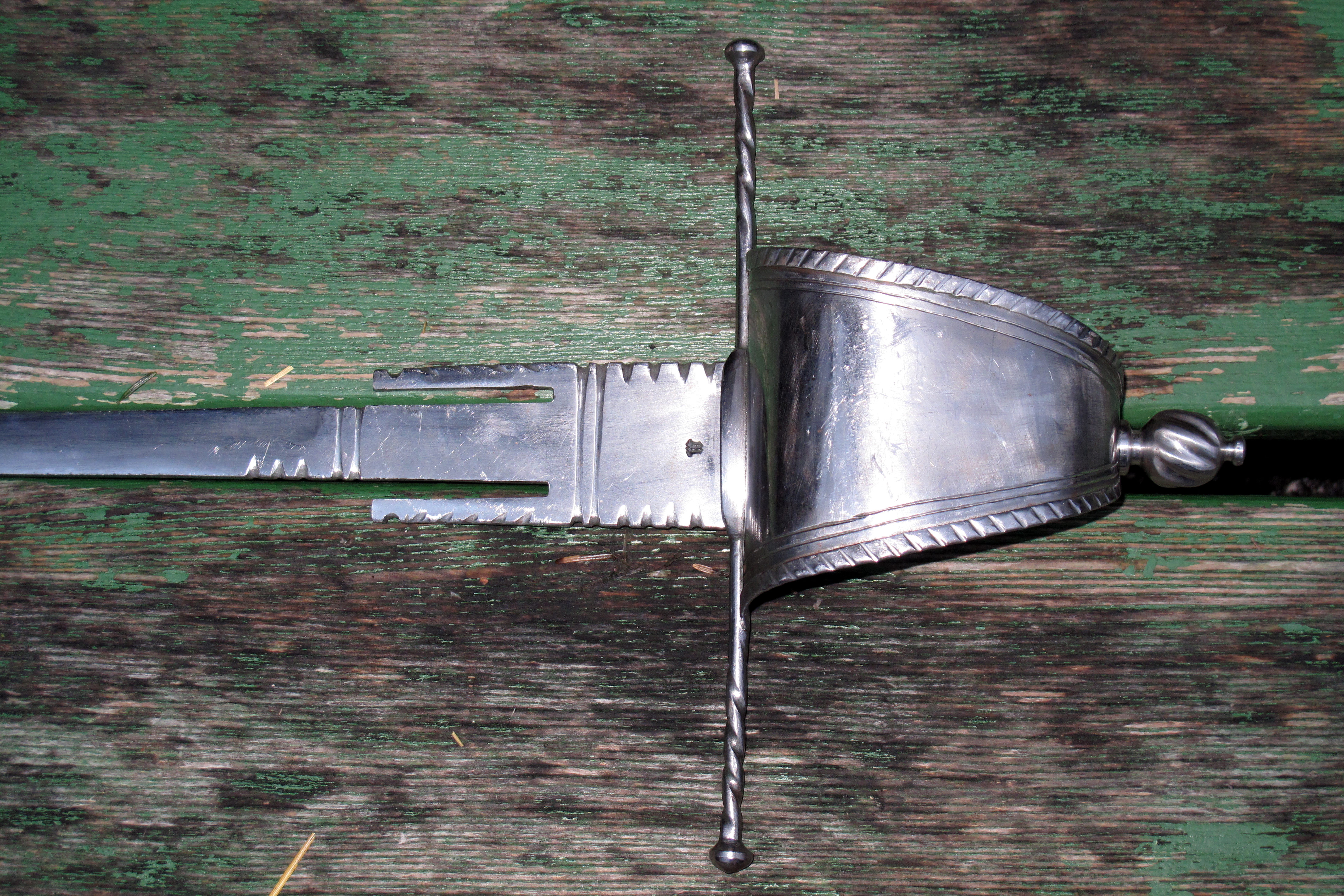
Spanischer Parierdolch mit Klingenfängern